# História pública
A história pública é um campo de práticas da historiografia, geralmente praticado por pessoas ligadas ao estudo de História, com o objetivo de interagir com públicos mais amplos do que o das universidades. Através das mais variadas práticas, como a elaboração de amostras em museus, intervenções artísticas, projetos de extensão universitária, documentários, aulas públicas, e muitas outras, a história pública busca ampliar a interação do público geral com o conhecimento histórico.
O termo história pública foi cunhado originalmente na década de 1970 nos Estados Unidos pelo historiador Robert Kelley em meio à crise de desemprego dos recém formados do país. No entanto, práticas que buscam levar o conhecimento histórico para amplas audiências existiam muito antes da cunhagem do termo, de modo que vários historiadores reconheçam formas de história pública anteriores à publicação de Kelley.
Com a institucionalização da história pública através da criação de organizações e de revistas próprias ao campo, inicialmente apenas no contexto estadunidense, a história pública logo passou a se popularizar em outros países, como na Grã-Bretanha e na Austrália, e posteriormente em uma escala mais internacional. Desde a década de 1980, já existem no mundo cursos de graduação e pós-graduação em história pública, com diferentes tipos de currículo e a preparação para a prática em diferentes áreas. Em cada contexto nacional, as práticas de história pública e mesmo seu conceito se desenvolveram de formas diferentes, o que dificulta uma definição concreta do campo, gerando múltiplos debates por parte da historiografia no assunto. Em alguns países, sua prática está mais ligada à história comunitária e à história oral, em outros, surge a partir de discussões sobre o ensino de história, sobre o patrimônio, ou relacionada a determinadas lutas sociais e disputas de memória. Em 2011, foi fundada a Federação Internacional de História Pública, com o intuito de promover diálogos entre as diferentes práticas e teorias da história pública ao redor do mundo, além de dar suporte à fundação de novos programas de história pública em países em que o campo ainda não se desenvolveu.
Apesar de suas diferentes variações, a história pública vem se tornando um amplo campo de pesquisa, que abarca não apenas práticas, mas também reflexões sobre a ação dos historiadores no público nas mais variadas esferas, seja através da consultoria na produção de filmes, jogos e séries, na curadoria de arquivos e museus, na escrita de livros com uma linguagem acessível ao público não-especializado, na criação de websites e recursos online sobre História, na preservação de patrimônios tanto materiais quanto imateriais, entre muitas outras possibilidades. Neste sentido, o campo da história pública possibilita a interação não apenas entre diferentes áreas dentro da historiografia, mas também a realização de cooperações interdisciplinares com profissionais da museologia, arquivologia, antropologia, ciências da computação, entre outras, além de corroborar para a ação do historiador junto a organizações estatais ou do setor privado através de atividades de curadoria e consultoria.

## Origem
Ao longo dos séculos diversos historiadores tentaram aproximar o trabalho que desenvolviam a um público mais amplo, mas foi apenas nos Estados Unidos, em 1976, com o historiador Robert Kelley que o termo história pública passou a ser utilizado. A partir de então, a história pública surgiu enquanto um campo de estudos da História e passou a ser institucionalizada nas universidades, com o objetivo de extrapolar a esfera de atuação do historiador para além do contexto universitário.
Nos Estados Unidos, seu surgimento é atribuído por vários historiadores à dificuldade que os recém-formados em História encontravam para conseguir emprego nas universidades estadunidenses. Aliado a isso, também deve ser levado em consideração o engajamento direto de historiadores com as mudanças históricas do momento, como o processo de descolonização dos continentes africano e asiático.
O estudo da história pública passou por um processo de gradual globalização após as suas primeiras duas décadas de existência, passando a ser estudada em alguns países da Europa na década de 1980, e se espalhando para países da América do Sul, África, Ásia e Oceania a partir da década de 1990. Nos diferentes contextos nacionais, a história pública passa a adquirir caráteres próprios, e o próprio conceito sofre discussões e adaptações por todo o mundo.
No ano de 2011, foi fundada a Federação Internacional de História Pública, com o intuito de estimular a discussão e institucionalização da história pública em uma escala internacional, promovendo eventos e debates com participação de historiadores de diversas partes do mundo.

## Dificuldades de definição
Após o surgimento da história pública na década de 1970 nos Estados Unidos, ela passou a ser praticada em diversos países, tendo adquirido em cada um deles características próprias. Neste sentido, se tornou difícil encontrar uma resposta única para definir o que é a história pública e o que fazem os historiadores públicos, por haver diferentes tipos de práticas e metodologias à disposição. Apenas na segunda metade dos anos 1990 e principalmente a partir da década de 2000 é que os teóricos da história pública se articularam em peso para tentar resolver o problema da indefinição do termo.
O significado original de história pública cunhado nos Estados Unidos, que serviu de base para as outras propostas, seguia o princípio de que a história pública se referia a todo tipo de atividade dos historiadores e do método historiográfico fora das universidades, seja em corporações privadas, em museus ou no governo. Este conceito, no entanto, gerou polêmica ao longo dos anos por sua amplitude, já que abarcava espaços que não necessariamente tinham relação direta com a história pública. Uma das principais críticas ao campo como um todo aborda o sentido de sua existência, considerando a hipótese da história pública apenas dar nome a velhas práticas.
No entanto, trabalhos posteriores, sobretudo a partir da década de 2000, passaram a compreender que as múltiplas práticas que fazem parte da história pública não são necessariamente uma falha conceitual, mas uma vantagem. A história pública surge não apenas como um novo nome para velhas práticas, mas sim como um novo campo para discutir as relações entre a história e os diferentes públicos que interagem com ela. Sendo conceituado como um campo de práticas variadas e possíveis, a história pública, conforme se populariza, traz à tona reflexões sobre o papel do historiador na sociedade e sobre como as diferentes representações do passado na mídia podem modificar a relação do público com sua história. Ou seja, a história pública permite pensar mais claramente sobre a audiência, para agir através das mais diferentes práticas e projetos que a incorporam.

### O conceito de público

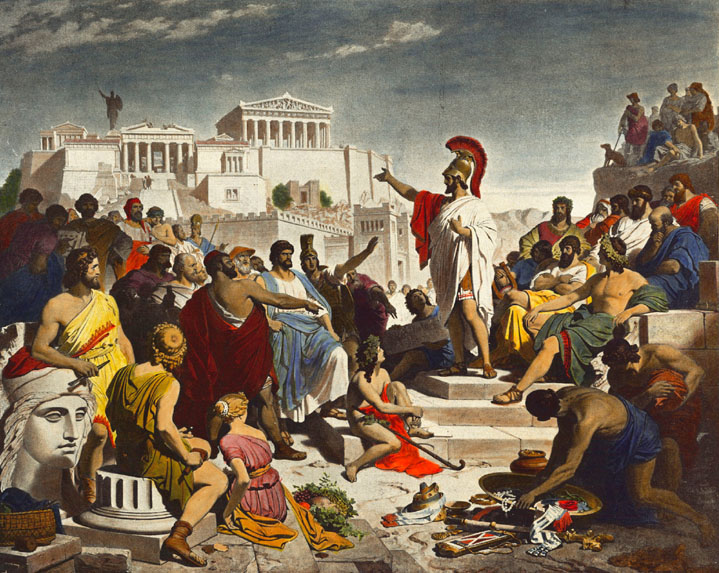
Pintura de 1877 representando um discurso de Péricles em Atenas. Hannah Arendt analisa a democracia ateniense para resgatar os conceitos de "público" e "privado" no Ocidente.

Dentro do movimento que buscava definir de forma mais clara o conceito de história pública nas décadas de 1990 e 2000, muitos historiadores passaram a explorar mais especificamente o conceito de público. Estes historiadores compreendem que, ao se lidar conceitualmente com o público, e ao entender quais são as suas características, necessidades e desejos, as práticas de história pública como um todo conseguem atingir suas audiências de forma mais clara e efetiva. Neste sentido, as teorias de Jürgen Habermas e Hannah Arendt, dois clássicos da teoria política do século XX, serviram de base para esclarecer o significado de público.
As proposições de Habermas acerca da esfera pública foram importantes para a compreensão dos diferentes conceitos de público ao longo dos séculos, chegando por fim ao "público massivo de consumidores culturais" formado no século XX. As grandes inovações nas mídias, defende Habermas, possibilitaram que um número maior de pessoas tivessem acesso à cultura e informação, porém com pouco pensamento crítico. A passividade das audiências em relação às formas de comunicação em massa torna a manipulação da informação e a desinformação problemas mais frequentes ao longo do século XX.  Sob essa ótica, os historiadores públicos passaram a compreender a necessidade de, por um lado, criticar e responsabilizar produções de caráter histórico que tragam anacronismos e ajam de forma antiética, e de outro, produzir projetos que sejam mais acessíveis ao público leigo, procurando ocupar o espaço das novas mídias com projetos que sejam coerentes com a historiografia.
As discussões trazidas por Hannah Arendt, por sua vez, baseia a sua teoria sobre o conceito de público a partir da retomada dos conceitos de público e privado na pólis grega do século V a.C.. Essencialmente, o conceito de público para Arendt tem dois sentidos, o primeiro significando aquilo que se torna visível (no sentido de "vir a público"), ou seja, ver e ser visto e ouvir e ser ouvido por todos, e o segundo significando tudo aquilo que é compartilhado por todos os seres humanos, aquilo que é comum aos indivíduos dentro da sociedade. Conforme Arendt, ambos os sentidos de público estavam presentes no contexto grego naquele período. Para a autora, o conceito de esfera pública é seguido pelo seu oposto, a esfera privada, tudo aquilo que é íntimo, como pensamentos e sentimentos. No entanto, durante a era moderna, houve um aumento da esfera privada, e cada vez maior indistinção entre o que é público e o que é privado. A ampliação e supervalorização do mundo privado dentro do conceito de Hannah Arendt é um sintoma negativo da modernidade, pois implica na diminuição da esfera pública, e portanto, a perda daquilo que é comum entre os indivíduos.
Muitas das discussões acerca da teoria da história pública na década de 2000 e 2010 passaram a problematizar a noção de público como agente passivo relacionado ao conteúdo produzido. A consideração do público como agente participativo do processo de construção da memória leva ao conceito de história pública não como divulgação do conteúdo histórico, mas sim como um diálogo entre o conhecimento histórico formal, com rigor historiográfico, e as vivências dos indivíduos que fazem parte do público. Dessa forma, ao invés de simplesmente repassar um conteúdo para uma audiência de forma mais acessível, busca-se construir formas de interação do público com a produção do conteúdo, participando diretamente do processo de construção da memória sobre o passado.

## Historiadores no público

### Ativismo, engajamento civil e justiça social

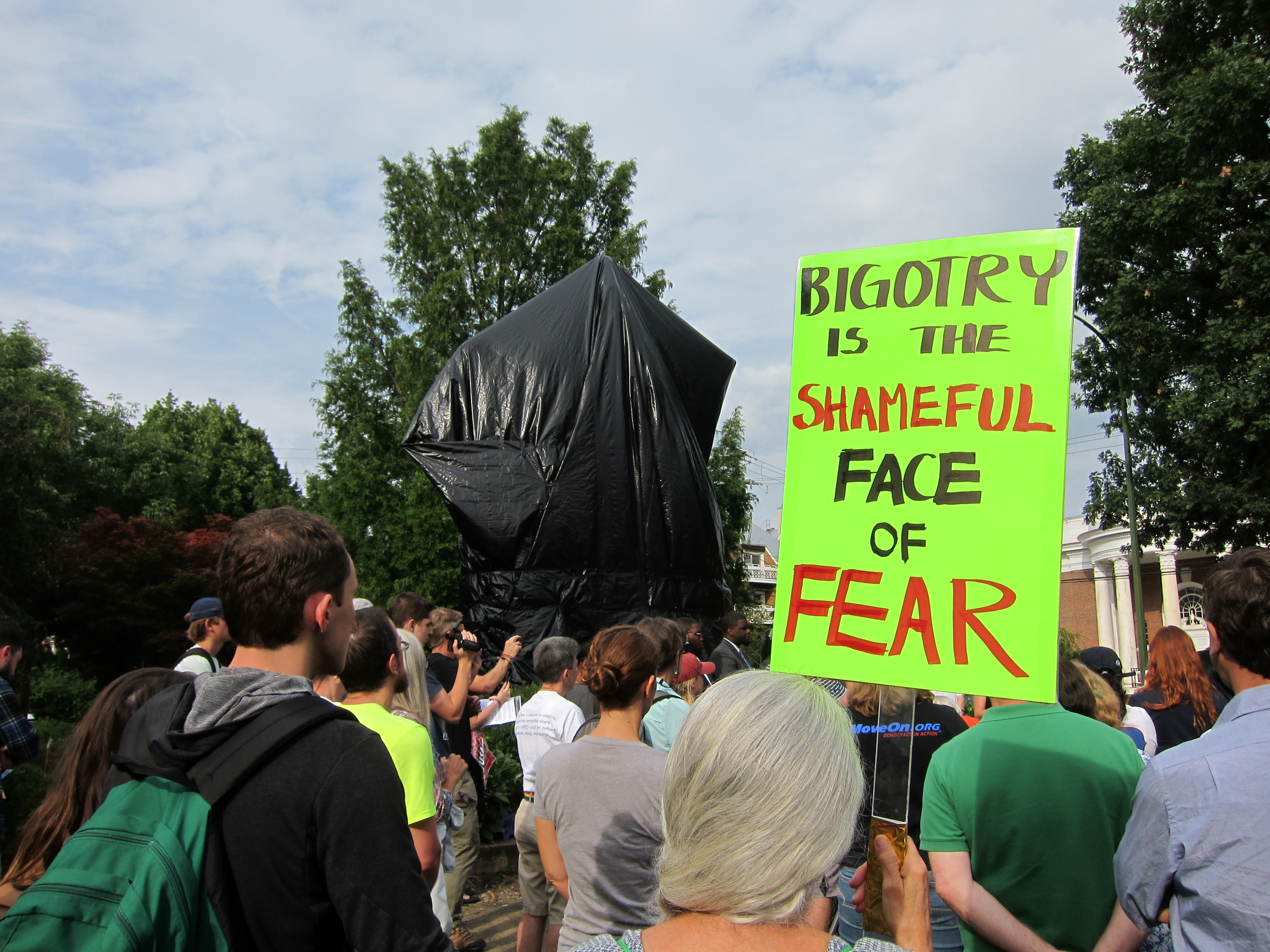
Protestos em frente da estátua de Robert E. Lee, em Charlottesville, nos Estados Unidos, em 2017, em meio a fortes discussões sobre a herança do movimento confederado e a escravidão no país. O cartaz diz, em inglês, "O preconceito é a face vergonhosa do medo"

A pesquisa e a ação do historiador em relação às injustiças cometidas no passado marcaram, em diferentes momentos e lugares, disputas jurídicas, ações governamentais, protestos populares e formas de engajamento civil. Em 1994, o julgamento de Paul Touvier, um francês que colaborou com o governo nazista durante a Segunda Guerra Mundial, se tornou notório por ser o primeiro caso de processo jurídico em que historiadores foram chamados para depôr na condição de especialistas no assunto. Os historiadores René Rémond e François Bédarida depuseram para elucidar o contexto dos crimes contra a humanidade cometidos por Touvier, realizando uma análise crítica dos documentos levantados pelos advogados.
Durante o movimento Green Ban, na Nova Gales do Sul, historiadores atuaram em conjunto com a população em amplos protestos em defesa do centro histórico conhecido como The Rocks, que estava sob ameaça de demolição durante a década de 1970. O envolvimento do historiador na demarcação de terras e patrimônios materiais e imateriais também são formas de ativismos em defesa de bens culturais, lugares de memória e tradições de diferentes populações, Nesse cenário, o historiador muitas vezes atua em conjunto com especialistas em Antropologia, Geografia e Etnografia. No Brasil, esse tipo de engajamento acontece em demarcação de terras quilombolas e terras indígenas.
Em países com casos históricos de violação dos direitos humanos, é comum que historiadores participem em campanhas contra o esquecimento e silenciamento da memória dos indivíduos que tiveram seus direitos violados. Muitas vezes também os historiadores compõem organizações e comissões governamentais e não-governamentais que buscam promover políticas de reparação. Em alguns países com experiências ditatoriais com uso de violência e tortura, comissões nacionais com o intuito de investigar e reparar as violações aos direitos humanos foram formadas, com participação de historiadores, como a Comissão Nacional sobre o Desaparecimento de Pessoas de 1983 na Argentina, a Comissão Valech de 2003 no Chile e a Comissão Nacional da Verdade de 2012 no Brasil. Historiadores também têm atuado em debates sobre o negacionismo histórico, como o travado em relação ao negacionismo do Holocausto, e em disputas relacionadas a memórias nacionais e políticas, como a ocorrida na série de manifestações após a remoção da estátua do general confederado Robert E. Lee na cidade de Charlottesville, em 2017.

### Mediação, curadoria e consultoria
Nos países em que a história pública tem ligações mais fortes com a arquivologia e a museologia, como nos Estados Unidos e na Grã-Bretanha, é comum que historiadores se especializem para atuar como curadores de museus e arquivos, realizando exposições e pesquisando a partir do acervo das instituições. A curadoria vem sendo apontada como uma nova forma de atuação do historiador, principalmente tendo em vista as rápidas mudanças trazidas pelas mídias sociais e novas tecnologias durante as primeiras décadas do século XXI. A curadoria dentro deste contexto tem como objetivo o planejamento de estratégias atualizadas de comunicação, circulação e democratização da história.
A atuação do historiador público no sentido da mediação, por sua vez, significa toda a atividade que busca tornar acessível o conteúdo histórico ao público que não é especializado. Um dos maiores exemplos de mediação é o próprio ensino de história, mas também se incluem projetos de extensão universitária, revistas de divulgação, entre muitas outras possibilidades.
Historiadores públicos também atuam como consultores de produções culturais com ambientações históricas, como em filmes, documentários, séries de televisão e videogames. Já desde antes da formalização da história pública nos Estados Unidos, durante a década de 1970, historiadores já atuavam no setor privado como consultores. Na indústria de videogames, produtoras como a empresa francesa Ubisoft contaram com equipes de historiadores profissionais na produção de jogos como a série com ambientação histórica Assassin's Creed e o jogo de quebra-cabeça sobre a Primeira Guerra Mundial, Valiant Hearts: The Great War.

## Práticas

### Arquivos e museus

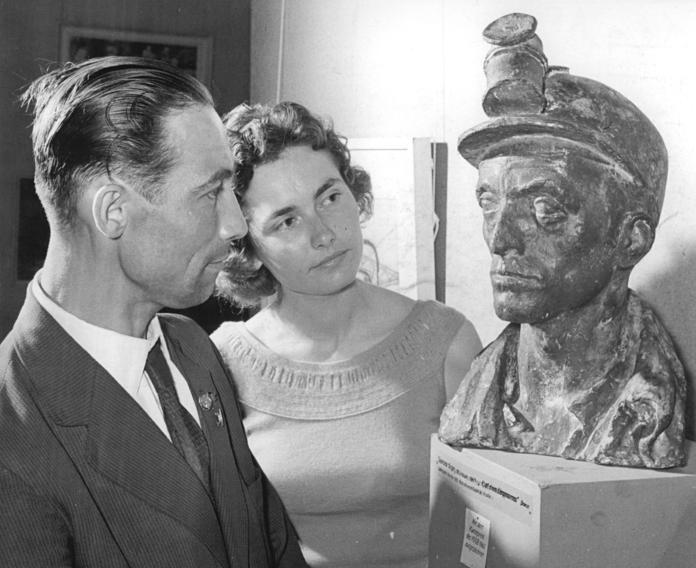
Visitantes de uma exposição observam busto em homenagem aos mineiros na década de 1960, na Alemanha

As discussões sobre os patrimônios, sobretudo os patrimônios histórico-culturais, em grande medida passaram a interagir com os temas discutidos dentro da história pública. Por lidar com objetos que, por natureza, estão ligados à construção e manutenção da memória social, são debates que têm uma relação muito próxima com a ação do historiador público. Em países como os Estados Unidos, a Austrália e o Reino Unido, onde existem formações universitárias específicas em história pública e onde há um mercado de trabalho bem estabelecido, o historiador público é preparado para administrar e coordenar projetos relacionados ao patrimônio, principalmente em museus, arquivos, monumentos e prédios históricos.
Um tipo de projeto de história pública que vem sendo pensado por arquivologistas e historiadores desde a década de 2000 é o dos chamados arquivos independentes. Estes arquivos autônomos costumam ser focados em trabalhos com uma comunidade específica em um determinado local, realizando a coleta de documentos e de relatos orais e incentivando o engajamento dessas pessoas no intuito de promover processos de educação, descobertas sobre o passado e afirmação de identidades.
Alguns autores chegam a defender que todo patrimônio é, em alguma medida, uma forma de história pública. Essa defesa se dá pelo fato de o patrimônio, assim como a história pública, lidar necessariamente com a mediação entre uma narrativa sobre o passado e um público mais amplo. Neste sentido, as narrativas expostas em museus, arquivos e monumentos influenciam diretamente o modo como o público interpreta a sua história, da mesma forma como outras práticas de história pública.

### Cinema e televisão
Ao longo do século XX, filmes com ambientação histórica ganharam em popularidade, passando a ser uma parte essencial da indústria do cinema como um todo. Seja através de filmes ambientados na Roma Antiga, como Ben-Hur (1959) e Gladiator (2000), ou dramas ambientados na Segunda Guerra Mundial, como Saving Private Ryan (1998) ou La vita è bella (1997), a indústria do entretenimento passou a ser uma das formas mais populares de consumo do passado. No entanto, apesar de ser um campo de profundo impacto para os estudos e práticas da história pública, muitos dos filmes produzidos para o cinema  foram criticados pelos historiadores ao longo dos anos, sobretudo aqueles não produzidos com acompanhamento de profissionais da História, e que demonstram uma série de equívocos sob a ótica da historiografia. Apesar disso, muitos dos autores que discutem história pública e as representações da história como um todo em veículos midiáticos destacaram o valor que o cinema possui para a constituição de uma consciência histórica e na sensibilização da memória em relação a eventos do passado, e defenderam que a história pública não deve ignorar o cinema enquanto possibilidade, mas sim disputá-lo enquanto campo de ação.
Dessa forma, principalmente a partir da segunda metade da década de 2000, diversos historiadores atuaram como consultores em produções audiovisuais pelo mundo todo.  Alguns exemplos de projetos desse tipo que contaram com historiadores em sua equipe de produção são filmes como 12 Years a Slave (2014) e o documentário O Dia Que Durou 21 Anos (2012), e séries como Downton Abbey (2010), Deadwood (2004), Roma (2005), e Frontier (2016).

### Ensino de História

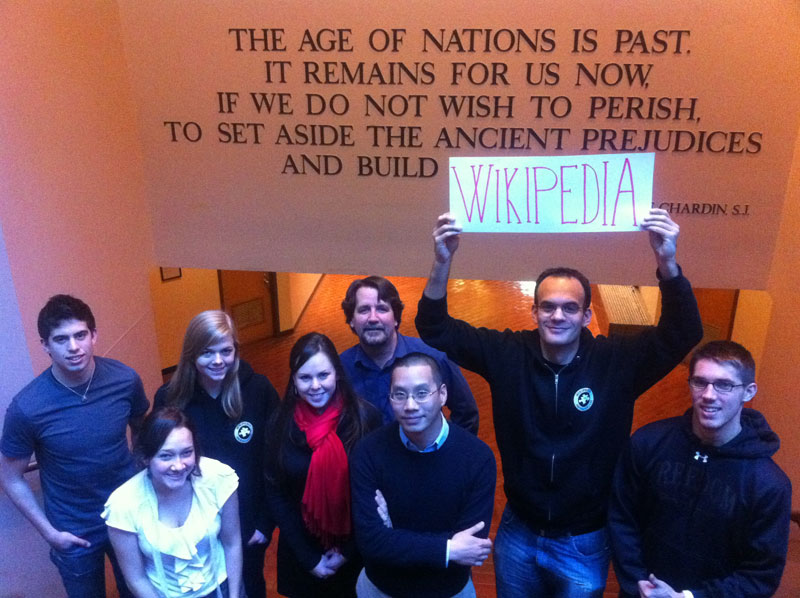
Embaixadores de campus da Wikipédia na Universidade de Georgetown durante o primeiro projeto piloto da Wikimedia Foundation com universidades, em 2010.

A partir da década de 2000, muitos trabalhos de história passaram a discutir as interações entre a história pública e o ensino de história. Ao compreender-se a sala de aula, sobretudo no ensino básico, como um dos meios mais importantes de disseminação e discussão da História, se tornou importante explorar as diferentes narrativas e estratégias usadas pelos professores para auxiliar o processo de formação da consciência histórica dos alunos.
Um dos temas mais recorrentes relacionados às interações entre história pública e a educação é as formas como filmes, séries e outros tipos de obra de dramatização histórica podem ser utilizadas em sala de aula de forma a auxiliar no processo de aprendizado dos alunos. Apesar de haver diversos trabalhos que criticam os filmes históricos por seus anacronismos e representações diferentes daquilo que a historiografia aponta, muitos autores argumentam que sua utilização em sala de aula, sob uma mediação crítica do professor, pode permitir com que os alunos desenvolvam a capacidade de analisar narrativas sem tomá-las como verdade absoluta.
A criação de recursos didáticos acessíveis para o público amplo na internet também vem sendo uma das interfaces entre o ensino de história e a história pública. A Wikipédia tem sido utilizada dessa forma desde 2010, quando a Wikimedia Foundation passou a estabelecer parcerias com alguns professores de universidades, inicialmente nos Estados Unidos, para promover a criação de verbetes por parte dos estudantes de diferentes áreas. No Brasil, a criação destes verbetes na universidade vem sendo utilizada como forma de praticar a história pública na graduação e pós-graduação na Universidade Federal do Estado do Rio de Janeiro, com a criação de verbetes sobre história romana, e na Universidade Federal de Santa Catarina, com verbetes sobre Teoria da História.
No entanto, as possibilidades de utilização das diferentes práticas de história pública vão muito além da mídia do entretenimento; a utilização em sala de entrevistas e fontes orais como um todo, além de websites sobre história, documentários, podcasts e demais formas de produções que tornam acessível o conhecimento histórico para um público amplo são também exemplos de interações entre o ensino de história e a história pública.

### Ficção histórica
A ficção histórica, mais especificamente o romance histórico, esteve intimamente ligada com o desenvolvimento da historiografia desde seu princípio. Apesar de Walter Scott ser comumente atribuído como o criador do romance histórico, com obras tais como Waverly (1814), alguns historiadores traçam as origens desse tipo literatura para a França do século XVII, mais especificamente na figura de Madame de Lafayette, através de obras como La Princesse de Clèves (1678), altamente influenciadas pelas discussões na historiografia francesa do período entre as distinções entre o real e o ficcional na escrita histórica. Apesar disso, foi no século XIX que o romance histórico de fato se popularizou, sobretudo na Europa, através das obras de autores como Jane Austen, Alexandre Dumas, Charles Dickens, entre tantos outros. Além de sua popularização, o romance histórico do século XIX também teve suas características próprias, influenciado pelo surgimento do nacionalismo, pela profissionalização da História e pelo sentimento de rápida mudança histórica, com um sentimento de distanciamento em relação ao passado.
Neste sentido, a discussão do valor da ficção histórica como forma de escrita histórica é a principal questão relacionada à história pública. Apesar de o romance histórico ter, desde seu início, recebido críticas por mesclar fatos históricos baseados em evidências com invenções e exercícios criativos por parte dos autores, historiadores contemporâneos argumentam que a ficção histórica é capaz de, através de seus aspectos ficcionais, preencher lacunas que a escrita acadêmica com base documental não é capaz de preencher. Do mesmo modo argumenta-se que a ficção histórica não apenas é capaz de gerar um interesse por história em seus leitores através de sua narrativa, mas também é uma possibilidade do escritor se aproximar de forma mais direta do período ou personagem pesquisado, levantando perguntas práticas acerca do dia-a-dia e costumes na sociedade estudada que talvez não apareceriam em uma escrita profissional baseada em fontes.  Exemplos desse tipo podem ser vistos em diversos autores contemporâneos que trabalham com a escrita de ficção histórica, como Bernard Cornwell, Ken Follett e Philippa Gregory.

### Fotografia

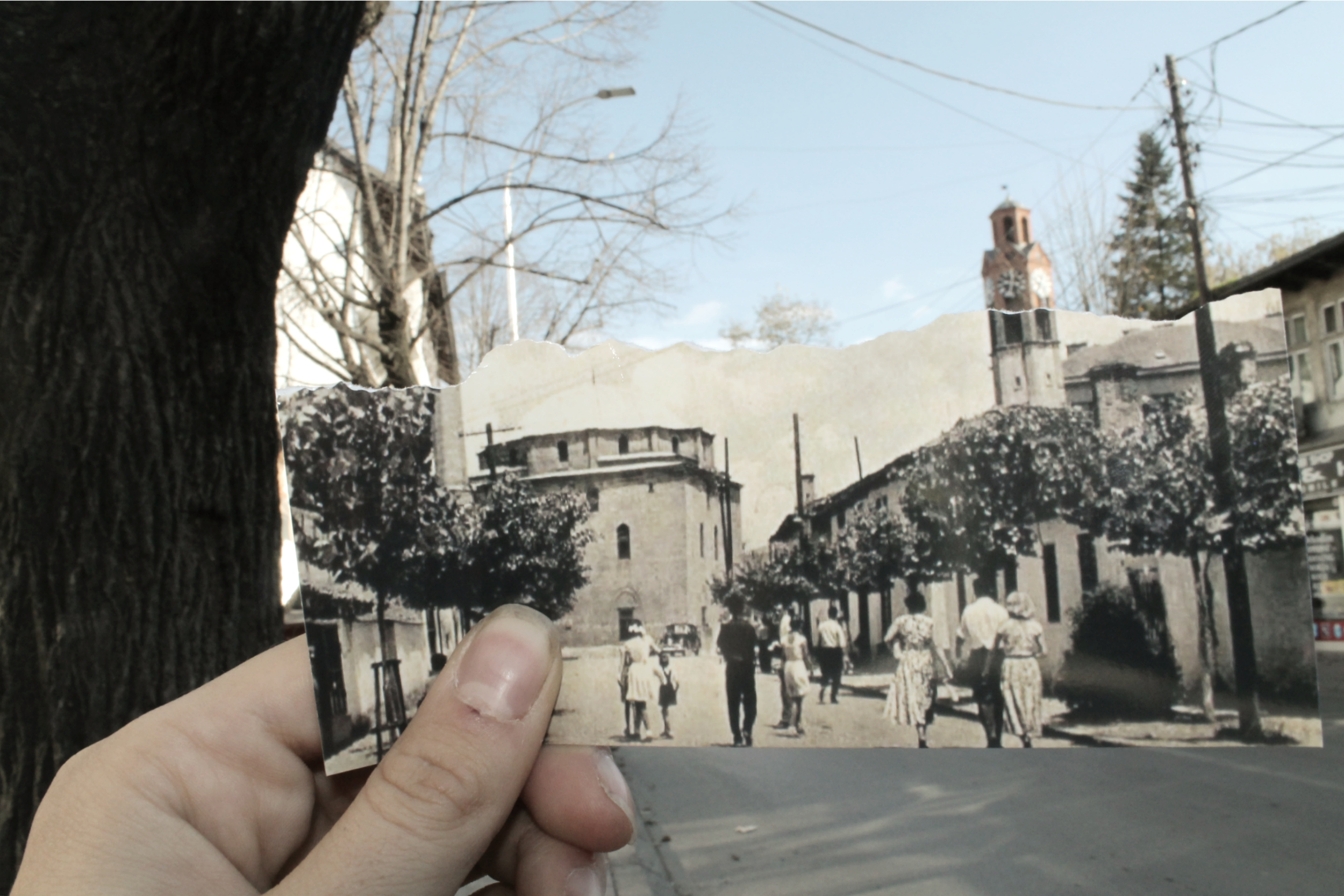
Refotografia da cidade de Pristina, que busca através da articulação entre o passado e o presente incentivar a reflexão sobre a memória do espaço urbano.

Ao longo do século XIX e do século XX, a fotografia se consolidou como uma das principais formas de se capturar e divulgar um momento. Dessa forma, através dela, situações históricas passaram como memória para as gerações posteriores, como é o caso da ilustre fotografia "sábado sangrento", tirada na Batalha de Xangai. Tais fotografias se tornaram parte da imagem coletiva sobre os acontecimentos, demonstrando a capacidade da fotografia de influenciar o processo de formação da consciência histórica. A fotografia é um campo de possibilidade de ação para a história pública, através de projetos de fotógrafos que busquem discutir temas relacionados à memória de eventos históricos ou da criação de arquivos e repositórios para manutenção de fotografias que registrem o passado, como o Acervo Fotográfico do Instituto Moreira Salles, no Rio de Janeiro.
Um exemplo de técnica de fotografia que vem sendo utilizada em projetos de história pública é a refotografia, que consiste em pegar uma foto antiga e tirar uma nova no mesmo ângulo, sobrepondo uma à outra de forma digital ou manual. Neste sentido, a refotografia permite, ao colocar as duas imagens juntas, demonstrar mudanças históricas e as conexões entre espaço e tempo de forma que uma fotografia comum não consegue. Através da sobreposição, se cria um tipo de intertextualidade, que possibilita dar novos sentidos à memória, ao se articular passado e presente no mesmo espaço.

### Livros de divulgação histórica
O mercado literário não ficcional é outro campo importante de atuação da história pública, principalmente em livros de divulgação histórica, por levantarem discussões entre os limites entre a escrita profissional e a escrita dita literária da história. Os livros de divulgação histórica são caracterizados pela busca em serem mais acessíveis ao público geral, se utilizando de formas narrativas que se distanciam da escrita profissional tradicional. Dessa forma, por meio de livros de divulgação histórica o historiador pode encurtar a distância entre a história e o público em geral. 
O marco inicial dos livros de divulgação histórica é 1936, com a publicação de "Uma pequena história do mundo", do historiador Ernst Gombrich, uma obra voltada para o ensino de história para crianças. A criação da revista History Today na Inglaterra em 1951, marca a primeira revista de história voltada para um público amplo, utilizando-se de ilustrações e contando com uma edição mais similar aos folhetins do que ao periódico acadêmico tradicional. Este modelo de revista se popularizou ao longo do século XX, e passou a ser utilizado em diversos contextos nacionais. A historiadora Mary Del Priore, em livros como O príncipe maldito, busca apresentar os resultados de suas pesquisas através de uma linguagem e enredo atraentes ao grande público como forma de estimular o desenvolvimento de uma consciência histórica. Em sua avaliação, a vulgarização histórica é tarefa a ser feita por historiadores tendo em vista que antes da história ser uma disciplina acadêmica é uma prática social.
No Brasil, o gênero de divulgação histórica se popularizou no final da década de 1970 e ao longo da década de 1980, tendo entre seus principais autores muitos jornalistas de formação, como Zuenir Ventura, Fernando Morais, Jorge Caldeira e Elio Gaspari. As obras destes autores, definidas pela aproximação com a prosa jornalística, tiveram alta tiragem e, em sua maioria, tinham como tema biografias de personagens famosos da história brasileira. Eles também pulicaram livros sobre determinados períodos da história brasileira, como a época da bossa-nova e os anos da ditadura militar.
Na década de 1990 e 2000, livros como a Coleção "Terra Brasilis" do jornalista Eduardo Bueno e a série de livros iniciadas com 1808 do jornalista Laurentino Gomes, se tornaram sucessos de venda, ancorados na comemoração dos 500 anos da chegada de Pedro Álvares Cabral ao Brasil e os 200 anos da transferência da família real portuguesa ao Brasil, respectivamente. Ambas as obras foram analisadas amplamente pela historiografia brasileira, tendo como críticas a utilização do passado como explicação direta dos problemas contemporâneos brasileiros, a representação de figuras históricas como grandes personagens, caracterizados como vilões ou heróis, e a utilização de referências historiográficas datadas, principalmente de final do século XIX e início do século XX.

### Rádio epodcast
O rádio foi um dos primeiros meios de comunicação em massa, e teve grande sucesso ao longo do século XX, tendo perdido espaço a partir da popularização da televisão e da internet. No entanto, ao longo de sua história, o rádio foi um importante meio de transmissão de informação, estudado pelos pesquisadores da história oral desde a década de 1970. Apesar de ter perdido sua hegemonia, ao longo de sua história o rádio teve importante papel na divulgação do conhecimento histórico, seja através de rádio-dramas ou de rádio-documentários. No Reino Unido nas décadas de 1970 e 1980, historiadores eram chamados regularmente para falar sobre tópicos específicos, e a partir da década de 1990, a rádio da emissora BBC passou a produzir programas baseados em eventos históricos como parte de sua programação fixa.
Com a popularização da internet no final da década de 1990, uma nova mídia nasceria a partir do rádio: o podcast. Por ser transmitido comumente via internet e não requerer uma audiência ao vivo, o podcast facilitou na divulgação de programas, incluindo aqueles relacionados à história pública. No Brasil, diversos podcasts foram produzidos voltados para discutir história, como o Presidente da Semana, editado pela Folha de S.Paulo em 2018, que traçava a biografia e o governo de todos os presidentes da República no Brasil, e o Projeto Humanos, podcast que iniciou em 2015 e que explora através de entrevistas e documentos temas variados como a memória do Holocausto no Brasil, os conflitos do Oriente Médio e o Caso Evandro. Cursos de Licenciatura em História como o da Universidade do Estado de Santa Catarina também passaram a incluir em seus currículos disciplinas obrigatórias para capacitação dos alunos em edição de som voltada para a produção de programas de rádio e podcasts.

### Artigos científicos
- Abreu, Martha; Mattos, Hebe; Dantas, Carolina Vianna (2009). «Em torno do passado escravista: As ações afirmativas e os historiadores». A escrita da história escolar. 3 (6): 181-198. doi:10.5433/1984-3356.2010v3n5p21.

- Almeida, Juniele Rabêlo de; Rovai, Marta Gouveia de Oliveira (2013). «História pública: entre as "políticas públicas" e os "públicos da história"» (PDF). Simpósio Nacional de História. 27. Cópia arquivada (PDF) em 2 de novembro de 2017.

- Araujo, Valdei Lopes de (2017). «O Direito à História: O(a) Historiador(a) como curador(a) de uma experiência histórica socialmente distribuída». Rethinking History. 16 (1): 191-216. Cópia arquivada em 13 de fevereiro de 2019.

- Bookspan, Shelley (2003). «History, Historians, and Visual Entertainment Media: Toward a Rapprochement». The Public Historian (em inglês). 25 (3): 9-13. doi:10.1525/tph.2003.25.3.9. Cópia arquivada em 13 de fevereiro de 2019.

- Byrne, Katherine (2013). «' Adapting heritage: Class and conservatism in Downton Abbey». Rethinking History (em inglês). 16 (1): 1-21. doi:10.1080/13642529.2013.811811.

- Cauvin, Thomas (2018). «What Public History Do We Want? Views from Germany». Public Historian (em inglês). 40 (4): 42-45. doi:10.1525/tph.2018.40.4.42. Cópia arquivada em 13 de fevereiro de 2019.

- Chalhoub, Sidney; Fontes, Paulo (2009). «História social do trabalho, história pública». Perseu: História, memória e política. 3 (4): 219-228. Cópia arquivada em 13 de fevereiro de 2019.

- Clary, David (1981). «Trouble Is My Business: A Private View of "Public" History». The American Archivist (em inglês). 44 (2): 105-112. doi:10.17723/aarc.44.2.9778704425562388. Cópia arquivada em 13 de fevereiro de 2019.

- Coimbra, Cecília Maria Bouças (2008). «Reparação e Memória». Cadernos AEL. 13 (24): 17-33. Cópia arquivada em 13 de fevereiro de 2019.

- Esteves, Carlos Alberto; Boarin, Paula (2018). «Redemocratização e direito à reparação: análise sobre as comissões nacionais da verdade no Brasil e na Argentina». CSOnline - Revista Eletrônica de Ciências Sociais (26). Cópia arquivada em 13 de fevereiro de 2019.

- Ferreira, Marieta de Moraes (1997). «História oral, comemorações e ética» (PDF). Projeto História. 15: 157-164. Cópia arquivada (PDF) em 13 de fevereiro de 2019.

- Flinn, Andrew (2011). «Archival Activism: Independent and Community-led Archives, Radical Public History and the Heritage Professions». InterActions: UCLA Journal of Education and Information Studies (em inglês). 7 (2): 1-10. doi:10.5070/D472000699. Cópia arquivada em 13 de fevereiro de 2019.

- Fonseca, Thais Nívia de Lima (2012). «Mídias e divulgação do conhecimento histórico». Aedos. 4 (11): 129-140. Cópia arquivada em 13 de fevereiro de 2019.

- Guillen, Isabel Cristina Martins (2014). «Patrimônio e história: reflexões sobre o papel do historiador». Diálogos. 18: 637-660. Cópia arquivada em 13 de fevereiro de 2019.

- Haas Jr., Arnaldo (2009). «Histórias locais, produtores de história e os usos do passado: Reflexões sobre o contexto catarinense» (PDF). Fronteiras (17): 57-76. Cópia arquivada (PDF) em 13 de fevereiro de 2019.

- Hartog, François (2006). «Tempo e patrimônio». Varia Historia. 22 (36): 261-273. Cópia arquivada em 13 de fevereiro de 2019.

- Kalin, Jason (2013). «Remembering with Rephotography: A Social Practice for the Inventions of Memories». Visual Communication Quarterly. 20 (3): 168-179. doi:10.1080/15551393.2013.820589. Cópia arquivada em 13 de fevereiro de 2019

- Kelley, Robert (1978). «Public History: its origins, nature and prospects». The Public Historian. 1 (1): 16-28. doi:10.2307/3377666. Cópia arquivada em 13 de fevereiro de 2019

- Lucchesi, Anita (2012). «"Sopravviverà la storia all'ipertesto?". Qualche spunto sulla scrittura della storia ai tempi di internet». Diacronie. Studi di Storia Contemporanea (em italiano). 4 (12). doi:10.4000/diacronie.2467. Cópia arquivada em 13 de fevereiro de 2019.

- Malerba, Jurandir (2014). «Acadêmicos na berlinda ou como cada um escreve a História». Ouro Preto. História da Historiografia. 15 (1): 27-50. doi:10.15848/hh.v0i15.692. Cópia arquivada em 13 de fevereiro de 2019.

- Marques, Juliana Bastos (2013). «Trabalhando com a história romana na Wikipédia: uma experiência em conhecimento colaborativo na universidade». Revista História Hoje. 2 (3): 329-346. doi:10.20949/rhhj.v2i3.70. Cópia arquivada em 13 de fevereiro de 2019.

- Melo, Patrícia (2010). «A intervenção cultural do discurso cinematográfico: os sentidos da ditadura militar no Brasil». Dossiê Ditadura. 1 (1): 68-80. doi:10.15448/1980-3729.2010.2.7544. Cópia arquivada em 13 de fevereiro de 2019.

- Meneses, Ulpiano T. Bezerra de (2007). «Visão, visualizações e usos do passado». Anais do Museu Paulista. 15 (2): 117-123. doi:10.1590/S0101-47142007000200014. Cópia arquivada em 13 de fevereiro de 2019.

- Meneses, Ulpiano T. Bezerra de (1995). Anais do Museu Paulista. 3 (1): 44-83. doi:10.1590/S0101-47141995000100011.

- Possamai, Zita (2008). «O ofício da História e novos espaços de atuação profissional». Anos 90. 15 (28): 201-218. doi:10.22456/1983-201X.7968. Cópia arquivada em 13 de fevereiro de 2019.

- Slotkin, Richard (2005). «Fiction for the purposes of History». Rethinking History. 9 (2). doi:10.1080/13642520500149152. Cópia arquivada em 13 de fevereiro de 2019.

- Telles, Helyom Viana (2016). «Um Passado Jogável? Simulação Digital, Videogames e História Pública». Revista Observatório. 2 (2): 163-191. doi:10.20873/uft.2447-4266.2016v2especial1p163. Cópia arquivada em 13 de fevereiro de 2019.

- Urban, Andrew (2014). «Art as an Ally to Public History: 12 Years a Slave and Django Unchained». The Public Historian. 36 (1): 81-86. doi:10.1525/tph.2014.36.1.81. Cópia arquivada em 13 de fevereiro de 2019.

### Livros
- Almeida, Juniele Rabêlo de; Meneses, Sônia (2018). História Pública em debate: Patrimônio, educação e mediações do passado. São Paulo: Letra e Voz. ISBN 978-85-93467-11-0

- Albieri, Sara (2011). «História pública e consciência histórica». In:  Almeida, Juniele Rabêlo de; Rovai, Marta Gouveia de. Introdução à História Pública. São Paulo: Letra e Voz. ISBN 978-85-62959-11-0

- Dumoulin, Olivier (2017). O Papel Social do Historiador: Da cátedra ao tribunal. Belo Horizonte: Autêntica

- Dunaway, David King (2016). «Rádio, história oral e história pública». In:  Mauad, Ana Maria; Almeida, Juniele Rabêlo de Almeida; Santhiago, Ricardo. História pública no Brasil: Sentidos e itinerários. História pública no Brasil: Sentidos e itinerários. São Paulo: Letra e Voz. ISBN 978-85-93467-16-5

- Ferreira, Rodrigo de Almeida (2016). «O cinema na história pública: Balanço do cenário brasileiro (2011-2015)». In:  Mauad, Ana Maria; Almeida, Juniele Rabêlo de Almeida; Santhiago, Ricardo. História pública no Brasil: Sentidos e itinerários. História pública no Brasil: Sentidos e itinerários. São Paulo: Letra e Voz. ISBN 978-85-93467-16-5

- Ferreira, Rodrigo de Almeida (2018). «Qual a relação entre a história pública e o ensino de história?». In:  Mauad, Ana Maria; Borges, Viviane Trindade; Santhiago, Ricardo. Que história pública queremos? What public history do we want?. Que história pública queremos? What public history do we want?. São Paulo: Letra e Voz. ISBN 978-85-93467-16-5

- Fonseca, Thais Nívia de Lima e (2016). «Ensino de história, mídia e história pública». In:  Mauad, Ana Maria; Almeida, Juniele Rabêlo de; Santhiago, Ricardo. História pública no Brasil: Sentidos e itinerários. História pública no Brasil: Sentidos e itinerários. São Paulo: Letra e Voz. ISBN 978-85-93467-16-5

- Gomes, Angela de Castro; Hansen, Patricia Santo (2016). «Apresentação». Intelectuais mediadores: Práticas culturais e ação política. Rio de Janeiro: Civilização Brasileira. ISBN 85-200-1309-0

- Groot, Jerome de (2016). «Pleasure and Desire». Remaking History: The past in contemporary historical fictions (em inglês). [S.l.]: Routledge. ISBN 978-0-415-85877-9

- Groot, Jerome de (2009). «Historical television - Classic serial, costume drama and comedy». Consuming History: Historians and heritage in contemporary popular culture (em inglês). [S.l.]: Routledge. ISBN 978-0-415-85877-9

- Habermas, Jürgen (2015). Mudança Estrutural na Esfera Pública. São Paulo: UNESP

- Khodnev, Alexander (2018). «The Future of Public History - What Shall We Teach Perspectively: The Russian Situation». In:  Demantowsky, Marko. Public History and School: International Perspectives (em inglês). [S.l.]: Walter de Gruyter. ISBN 3-11-046368-7

- Liddington, Jill (2011). «O que é história pública?». In:  Almeida, Juniele Rabêlo de; Rovai, Marta Gouveia de. Introdução à História Pública. São Paulo: Letra e Voz. ISBN 978-85-62959-11-0

- Lucchesi, Anita; Carvalho, Bruno Leal de (2016). «História digital: reflexões, experiências e perspectivas». In:  Mauad, Ana Maria; Almeida, Juniele Rabêlo de; Santhiago, Ricardo. História pública no Brasil: Sentidos e itinerários. História pública no Brasil: Sentidos e itinerários. São Paulo: Letra e Voz. ISBN 978-85-93467-16-5

- Mauad, Ana Maria (2018). «Como as fotografias visualizam a história pública?». In:  Mauad, Ana Maria; Borges, Viviane Trindade; Santhiago, Ricardo. Que história pública queremos? What public history do we want?. Que história pública queremos? What public history do we want?. São Paulo: Letra e Voz. ISBN 978-85-93467-16-5

- Meneses, José Newton Coelho (2018). «Todo patrimônio é uma forma de história pública?». In:  Mauad, Ana Maria; Borges, Viviane Trindade; Santhiago, Ricardo. Que história pública queremos? What public history do we want?. Que história pública queremos? What public history do we want?. São Paulo: Letra e Voz. ISBN 978-85-93467-16-5

- Santhiago, Ricardo (2016). «Duas palavras, muitos significados: Alguns comentários sobre a história pública no Brasil». In:  Mauad, Ana Maria; Almeida, Juniele Rabêlo de Almeida; Santhiago, Ricardo. História pública no Brasil: Sentidos e itinerários. História pública no Brasil: Sentidos e itinerários. São Paulo: Letra e Voz. ISBN 978-85-93467-16-5

- Santhiago, Ricardo (2018). «Pode-se falar de uma história pública brasileira?». In:  Mauad, Ana Maria; Borges, Viviane Trindade; Santhiago, Ricardo. Que história pública queremos? What public history do we want?. Que história pública queremos? What public history do we want?. São Paulo: Letra e Voz. ISBN 978-85-93467-16-5

- Sayer, Faye (2015). Public History: A Practical Guide (em inglês). Londres: Bloomsbury Academic. ISBN 1-350-05129-2

- Aquino, Renata da Conceição; Penna, Fernando de Araújo (2016). «As operações que tornam a história pública - a responsabilidade pelo mundo e o ensino de história». In:  Mauad, Ana Maria; Almeida, Juniele Rabêlo de Almeida; Santhiago, Ricardo. História pública no Brasil: Sentidos e itinerários. História pública no Brasil: Sentidos e itinerários. São Paulo: Letra e Voz. ISBN 978-85-93467-16-5

- Schittino, Renata (2016). «O conceito de público e o compartilhamento da história». In:  Mauad, Ana Maria; Almeida, Juniele Rabêlo de Almeida; Santhiago, Ricardo. História pública no Brasil: Sentidos e itinerários. História pública no Brasil: Sentidos e itinerários. São Paulo: Letra e Voz. ISBN 978-85-93467-16-5

- Wanderley, Sônia (2016). «Narrativas contemporâneas de história e didática da história escolar». In:  Mauad, Ana Maria; Almeida, Juniele Rabêlo de Almeida; Santhiago, Ricardo. História pública no Brasil: Sentidos e itinerários. História pública no Brasil: Sentidos e itinerários. São Paulo: Letra e Voz. ISBN 978-85-93467-16-5

- Cauvin, Thomas (2016). Public History: A Textbook of Practice (em inglês). New York: Routledge

### Documentos
- Brookhart, Debra (2000). National Council on Public History Records, 1977-2002 (Relatório) (em inglês). Indianapolis: IUPUI Library. pp. 1–11. Cópia arquivada em 13 de fevereiro de 2019

- UDESC (2013). «Plano de Ensino da Disciplina Imagem e Som I» (PDF). pp. 1–3. Cópia arquivada (PDF) em 13 de fevereiro de 2019

### Teses e Dissertações
- Barros, Rubem (2011). A (re)construção do passado: Música, cinema, história (Dissertação de mestrado). USP. Cópia arquivada em 5 de junho de 2018

- Bonaldo, Rodrigo (2010). Presentismo e presentificação do passado : a narrativa jornalística da história na ‘Coleção Terra Brasilis’ de Eduardo Bueno (Dissertação de mestrado). UFRGS. Cópia arquivada em 22 de novembro de 2018

- Ferreira, Rodrigo (2014). Cinema, história pública e educação: circularidade do conhecimento histórico em Xica da Silva (1976) e Chico Rei (1985) (Tese de Doutorado). UFMG. Cópia arquivada em 22 de novembro de 2018

- Holdijk, Eric (2016). Playing the Great War: Getting Historians Involved in Video Games (PDF) (Tese). The University of Victoria. Cópia arquivada (PDF) em 13 de fevereiro de 2019

- Paiani, Flavia Renata Machado (2017). A História como best-seller: Aspectos Narrativos dos Livros de Divulgação Histórica no Brasil (PDF) (Tese). PUC-RS. Cópia arquivada (PDF) em 13 de fevereiro de 2019

- Rodrigues, Leonardo Paiva do Monte (2016). A divulgação da história nos livros de Eduardo Bueno e Laurentino Gomes (Dissertação). Universidade de São Paulo. Cópia arquivada em 13 de fevereiro de 2019

### Páginas da Web
- Carvalho, Bruno Leal de (2017). «História Pública: uma breve bibliografia comentada». Café História. Consultado em 12 de setembro de 2018. Cópia arquivada em 13 de fevereiro de 2019

- Carvalho, Bruno Leal de (2018). «Projeto acadêmico leva Teoria da História para a Wikipédia». Café História. Consultado em 13 de fevereiro de 2019. Cópia arquivada em 13 de fevereiro de 2019

- Leonard, Laura (2017). «The Heritage Justification: Public Monuments and Uses of History in Charlottesville and Oxford». History Workshop. Consultado em 6 de fevereiro de 2019. Cópia arquivada em 13 de fevereiro de 2019

- Mortimer, Ian (2011). «Why historians should write Fiction». Institute of Historical Research. Cópia arquivada em 13 de fevereiro de 2019

- Phillpott, Matthew J. (2011). «A Brief History of Historical fiction». Institute of Historical Research. Cópia arquivada em 13 de fevereiro de 2019

- National Council on Public History (2013). «Our History» (em inglês). Cópia arquivada em 13 de fevereiro de 2019

- Rede Brasileira de História Pública (2012). «Site da Rede Brasileira de História Pública». Cópia arquivada em 13 de fevereiro de 2019

- Twells, Alison (2008). «Community history». Making History. Making History. Cópia arquivada em 13 de fevereiro de 2019